# Takuya Sonoda
Takuya Sonoda (født 23. november 1984) er en japansk fodboldspiller.